# Spilopteron hongmaoense
Spilopteron hongmaoense är en stekelart som beskrevs av Wang 1982. Spilopteron hongmaoense ingår i släktet Spilopteron och familjen brokparasitsteklar. Inga underarter finns listade i Catalogue of Life.